# Дінга
Дінга (рум. Dinga) — село у повіті Васлуй в Румунії. Входить до складу комуни Костешть.
Село розташоване на відстані 261 км на північний схід від Бухареста, 15 км на південь від Васлуя, 74 км на південь від Ясс, 121 км на північ від Галаца.

## Населення
За даними перепису населення 2002 року у селі проживала 171 особа, усі — румуни. Усі жителі села рідною мовою назвали румунську.